# Ciclismo nos Jogos Paralímpicos de Verão de 2012 - Contra o relógio feminino em estrada
As competições contra o relógio feminino em estrada do Ciclismo nos Jogos Paralímpicos de Verão de 2012 foram disputadas no dia 5 de setembro no Circuito de Brands Hatch em Kent, Grã-Bretanha.

## Medalhistas

### Classe B
| Ouro   | NED Kathrin Goeken / Kim van Dijk (piloto)     |
| Prata  | NZL Phillipa Gray / Laura Thompson (piloto)    |
| Bronze | IRL Catherine Walsh / Francine Meehan (piloto) |

### Classe H1-2
| Ouro   | USA Marianna Davis   |
| Prata  | GBR Karen Darke      |
| Bronze | SUI Ursula Schwaller |

### Classe H3
| Ouro   | SUI Sandra Graf         |
| Prata  | USA Monica Bascio       |
| Bronze | RUS Svetlana Moshkovich |

### Classe H4
| Ouro   | GER Andrea Eskau   |
| Prata  | GER Dorothee Vieth |
| Bronze | NED Laura de Vaan  |

### Classe C1-3
| Ouro   | USA Allison Jones     |
| Prata  | CZE Tereza Diepoldová |
| Bronze | CHN Zeng Sini         |

### Classe C4
| Ouro   | USA Megan Fisher        |
| Prata  | AUS Susan Powell        |
| Bronze | CAN Marie-Claude Molnar |

### Classe C5
| Ouro   | GBR Sarah Storey   |
| Prata  | POL Anna Harkowska |
| Bronze | USA Kelly Crowley  |

## B
| Pos.              | Atleta                                         | País              | Tempo    |
| ----------------- | ---------------------------------------------- | ----------------- | -------- |
| Medalha de ouro   | Kathrin Goeken Piloto: Kim van Dijk            | NED Países Baixos | 35:02.73 |
| Medalha de prata  | Phillipa Gray Piloto: Laura Thompson           | NZL Nova Zelândia | 35:07.68 |
| Medalha de bronze | Catherine Walsh Piloto: Francine Meehan        | IRL Irlanda       | 35:29.56 |
| 4                 | Robbi Weldon Piloto: Lyne Bessette             | CAN Canadá        | 35:47.94 |
| 5                 | Katie George Dunlevy Piloto: Sandra Fitzgerald | IRL Irlanda       | 35:48.06 |
| 6                 | Josefa Benítez Guzmán Piloto: Maria Noriega    | ESP Espanha       | 36:23.26 |
| 7                 | Lora Turnham Piloto: Fiona Duncan              | GBR Grã-Bretanha  | 36:29.27 |
| 8                 | Genevieve Ouellet Piloto: Emilie Roy           | CAN Canadá        | 36:46.14 |
| 9                 | Joleen Hakker Piloto: Samantha van Steenis     | NED Países Baixos | 37:27.87 |
| 10                | Martine Chaudier Piloto: Laure Girard          | FRA França        | 38:16.05 |
| 11                | Iryna Fiadotova Piloto: Alena Drazdova         | BLR Bielorrússia  | 38:21.40 |
| 12                | Henrike Handrup Piloto: Ellen Heiny            | GER Alemanha      | 38:41.74 |
| 99 !              | Adamantia Chalkiadaki Piloto: Argyro Milaki    | GRE Grécia        | DNF      |

## H1-2
| Pos.              | Atleta               | Classe                  | Tempo    |
| ----------------- | -------------------- | ----------------------- | -------- |
| Medalha de ouro   | USA Marianna Davis   | H2                      | 31:06.39 |
| Medalha de prata  | GBR Karen Darke      | H2                      | 33:16.09 |
| Medalha de bronze | SUI Ursula Schwaller | H2                      | 34:56.55 |
| 4                 | H2                   | ITA Francesca Fenocchio | 35:35.46 |
| 5                 | USA Alicia Dana      | H2                      | 37:14.18 |
| 6                 | ITA Claudia Schuler  | H2                      | 37:23.61 |
| 7                 | SVK Anna Oroszova    | H2                      | 38:04.16 |

## H3
| Pos.              | Atleta                  | Tempo    |
| ----------------- | ----------------------- | -------- |
| Medalha de ouro   | SUI Sandra Graf         | 33:21.61 |
| Medalha de prata  | USA Monica Bascio       | 33:39.26 |
| Medalha de bronze | RUS Svetlana Moshkovich | 34:08.48 |
| 4                 | NZL Susan Reid          | 36:00.46 |
| 5                 | GBR Rachel Morris       | 36:38.97 |
| 6                 | BUR Kadidia Nikiema     | 43:15.64 |
| 7                 | KOR Kim Jung-Im         | 43:25.32 |
| 8                 | FRA Murielle Lambert    | 45:38.01 |

## H4
| Pos.              | Atleta                 | Tempo    |
| ----------------- | ---------------------- | -------- |
| Medalha de ouro   | GER Andrea Eskau       | 28:18.09 |
| Medalha de prata  | GER Dorothee Vieth     | 30:00.27 |
| Medalha de bronze | NED Laura de Vaan      | 30:24.82 |
| 4                 | SWE Jessica Hedlund    | 34:14.31 |
| 5                 | POL Monika Pudlis      | 34:26.30 |
| 6                 | ISR Pascale Bercovitch | 38:49.22 |

## C1-3
| Pos.              | Atleta                     | Classe | Tempo    |
| ----------------- | -------------------------- | ------ | -------- |
| Medalha de ouro   | USA Allison Jones          | C2     | 26:58.54 |
| Medalha de prata  | CZE Tereza Diepoldová      | C2     | 27:47.91 |
| Medalha de bronze | CHN Zeng Sini              | C2     | 27:57.16 |
| 4                 | GER Denise Schindler       | C3     | 28:45.36 |
| 5                 | CHN He Yin                 | C2     | 29:28.07 |
| 6                 | ESP Raquel Acinas Poncelas | C2     | 29:34.55 |
| 7                 | AUS Jayme Paris            | C1     | 30:52.13 |
| 8                 | AUT Anita Ruetz            | C2     | 31:05.05 |
| 9                 | AUS Simone Kennedy         | C3     | 33:59.02 |

## C4
| Pos.              | Atleta                  | Tempo    |
| ----------------- | ----------------------- | -------- |
| Medalha de ouro   | USA Megan Fisher        | 26:04.39 |
| Medalha de prata  | AUS Susan Powell        | 26:31.30 |
| Medalha de bronze | CAN Marie-Claude Molnar | 26:48.52 |
| 4                 | AUS Alexandra Green     | 27:43.57 |
| 5                 | CHN Ruan Jianping       | 30:16.66 |
| 6                 | RSA Roxanne Burns       | 32:39.24 |

## C5
| Pos.              | Atleta                   | Tempo    |
| ----------------- | ------------------------ | -------- |
| Medalha de ouro   | GBR Sarah Storey         | 22:40.66 |
| Medalha de prata  | POL Anna Harkowska       | 24:14.94 |
| Medalha de bronze | USA Kelly Crowley        | 25:14.51 |
| 4                 | USA Greta Neimanas       | 25:25.51 |
| 5                 | NZL Fiona Southorn       | 26:00.81 |
| 6                 | USA Jennifer Schuble     | 26:32.88 |
| 7                 | GER Kerstin Brachtendorf | 26:34.61 |
| 8                 | SUI Sara Tretola         | 27:07.57 |
| 9                 | GBR Crystal Lane         | 27:33.44 |
| 10                | SUI Annina Schillig      | 28:40.72 |